# Ben English
Ben English (ur. 12 sierpnia 1964) – brytyjski aktor i reżyser filmów pornograficznych, założyciel i właściciel agencji LA Direct Models i Miamp Direct Models.

## Wczesne lata
Pochodzi z północnego Londynu, gdzie obok Vinniego Jonesa był uznanym piłkarzem futbolu amerykańskiego. Uczęszczał do Longdean School w Hemel Hempstead.
W połowie lat osiemdziesiątych rozpoczął pracę w przemyśle muzycznym jako kierownik estrady w Londynie, podczas koncertów zespołów takich jak Van Halen, Mötley Crüe, Scorpions, The Rolling Stones, Queen czy Metallica.
W 1988 przeniósł się do Kalifornii.

## Kariera
Zaczął swoją karierę w branży porno w 1995 jako reżyser Mike Hott Home Video 324: Cum In My Cunt 6. Prywatnie w Anglii spotykał się z Tonishą Mills, z którą wziął udział w sesji zdjęciowej dla magazynu „Score”, a także z Tawny Peaks (1995). Pod koniec lat 90. mieszkał w San Francisco, czasami przebywał w Londynie i pracował dla grupy gości. Na początku 2000 firma muzyczna zabrała go z powrotem do Londynu, gdzie był kierownikiem produkcji dla dużych koncertów.
W 2000 założył LA Direct Models, którą reprezentowali m.in.: Lexi Belle, Tori Black, Cindy Crawford, Tommy Gunn, Kagney Linn Karter, Mia Malkova, Danny Mountain i Alexis Texas. Spróbował również swoich sił jako reżyser Intensitivity 1-6 i Rock Hard 2-6.
W 2002 związał się z Hannah Harper, która była wcześniej mężatką i rozwiodła się. Jednak w połowie 2004 rozstali się.
Wystąpił w jednym ze swoich pierwszych filmów z Niną Hartley. Brał udział w seriach w stylu gonzo. Za rolę gubernatora Lytteltona w filmie Digital Playground Pirates II: Stagnetti’s Revenge (2008) został uhonorowany nagrodą AVN Award dla najlepszego aktora drugoplanowego. W 2009 i 2010 był nominowany do XBIZ Award jako wykonawca roku. Rola Franka Hughesa w dramacie kryminalnym Condemned (2010) przyniosła mu nominację do AVN Award i Xbiz Award dla najlepszego aktora w produkcji wideo. Jako dr Hannibal Lecter w parodii Milczenia owiec – Official Silence of the Lambs Parody (2011) był nominowany do AVN Award dla najlepszego aktora. 
W Father Figure wystąpił jako kochanek Melanie. Był obsadzony w parodiach porno, w tym Żar ciała – Body Heat (2010), Superman – Superman XXX: A Porn Parody (2011) jako generał Zod, Top Gun – Top Guns (2011) w roli komandora czy Spartakus – Spartacus MMXII: The Beginning (2012) jako Oktawiusz.
W 2013, po udziale w 1016 produkcjach filmowych, wycofał się z branży porno. Pojawił się jeszcze w filmie Trading Mothers for Daughters, wydanym 10 sierpnia 2014 przez Digital Playground. W 2014 trafił do Alei Sławy AVN.

## Problemy z prawem
W 2020 padły przeciwko Benowi Englishowi i agencji LA Direct Models zarzuty o nadużycia seksualne, handel ludźmi i naruszeniach standardów zatrudnienia. English został również osobiście oskarżony przez Departament Sprawiedliwości Kalifornii pod zarzutem udziału w nielegalnym programie prostytucji w związku z Dwightem Cunninghamem i Karen Michmichian z The Luxury Companion.
28 maja 2024 Derek Hay przyznał się do jednego zarzutu spisku i krzywoprzysięstwa w ramach ugody z prokuratorem generalnym Kalifornii w sprawie karnej dotyczącej spisku mającego na celu popełnienie stręczycielstwa.

## Nagrody
| Rok  | Nagroda    | Kategoria                     | Film                                   |
| ---- | ---------- | ----------------------------- | -------------------------------------- |
| 2004 | AVN Award  | Najlepszy debiutant           | –                                      |
| 2004 | XRCO Award | Najlepszy nowy ogier          | –                                      |
| 2009 | AVN Award  | Najlepszy aktor drugoplanowy  | Pirates II: Stagnetti’s Revenge (2008) |
| 2014 | AVN Award  | AVN Hall of Fame (Aleja Sław) | –                                      |